# سعود الشبرمي
هو الشاعر سعود بن عبد الرحمن بن مانع بن سعد الشبرمي التميمي

## بطاقة شخصية
- سعودي الجنسية
- من مواليد عام 1383هـ.
- خريج كلية الاداب في الرياض قسم الجغرافيا
- يعمل حالياً في مجال التعليم.

## أشعاره
- تميّز بقصائده الغنائية التي اخذت انتشاراً واسعاً على مستوى الخليج.
- أعلن الشبرمي اعتزاله مجال القصائد الغنائية ليتوجه لمجال القصائد الانشادية والشعر ذو القيمة والضوابط
- أصدر البوم من كلماته ومن أداء عبد الإله النجيدي

ألبوم (وين الناس) لاقى استحسان الكثير بفضل من الله ثم بقريحة هذا الشاعر الإبداعيه..